# Cottoidei
Sous-ordre
Les Cottoidei sont un sous-ordre de poissons téléostéens de l'ordre des Scorpaeniformes.

## Super-familles et familles
| Selon World Register of Marine Species (26 janvier 2024) : - Agonidae Swainson, 1839 - Anoplopomatidae Jordan & Gilbert, 1883 - Bathylutichthyidae Balushkin & Voskoboynikova, 1990 - Cottidae Bonaparte, 1831 - Cottocomephoridae Berg, 1906 - Cyclopteridae Bonaparte, 1831 - Ereuniidae Jordan & Snyder, 1901 - Hemitripteridae Gill, 1865 - Hexagrammidae Jordan, 1888 - Jordaniidae Jordan & Evermann, 1898 - Liparidae Gill, 1861 - Psychrolutidae Günther, 1861 - Rhamphocottidae Jordan & Gilbert, 1883 - Zaniolepididae Jordan & Gilbert, 1883 | Ancienne classification, avec des groupes intermédiaires : - Super-famille Cottoidea - Abyssocottidae - Agonidae - Bathylutichthyidae - Comephoridae - Cottidae - Cottocomephoridae - Cottunculidae - Ereuniidae - Hemitripteridae - Icelidae - Psychrolutidae - Rhamphocottidae Gill, 1888 - Super-famille Cyclopteroidea - Cyclopteridae - Liparidae |

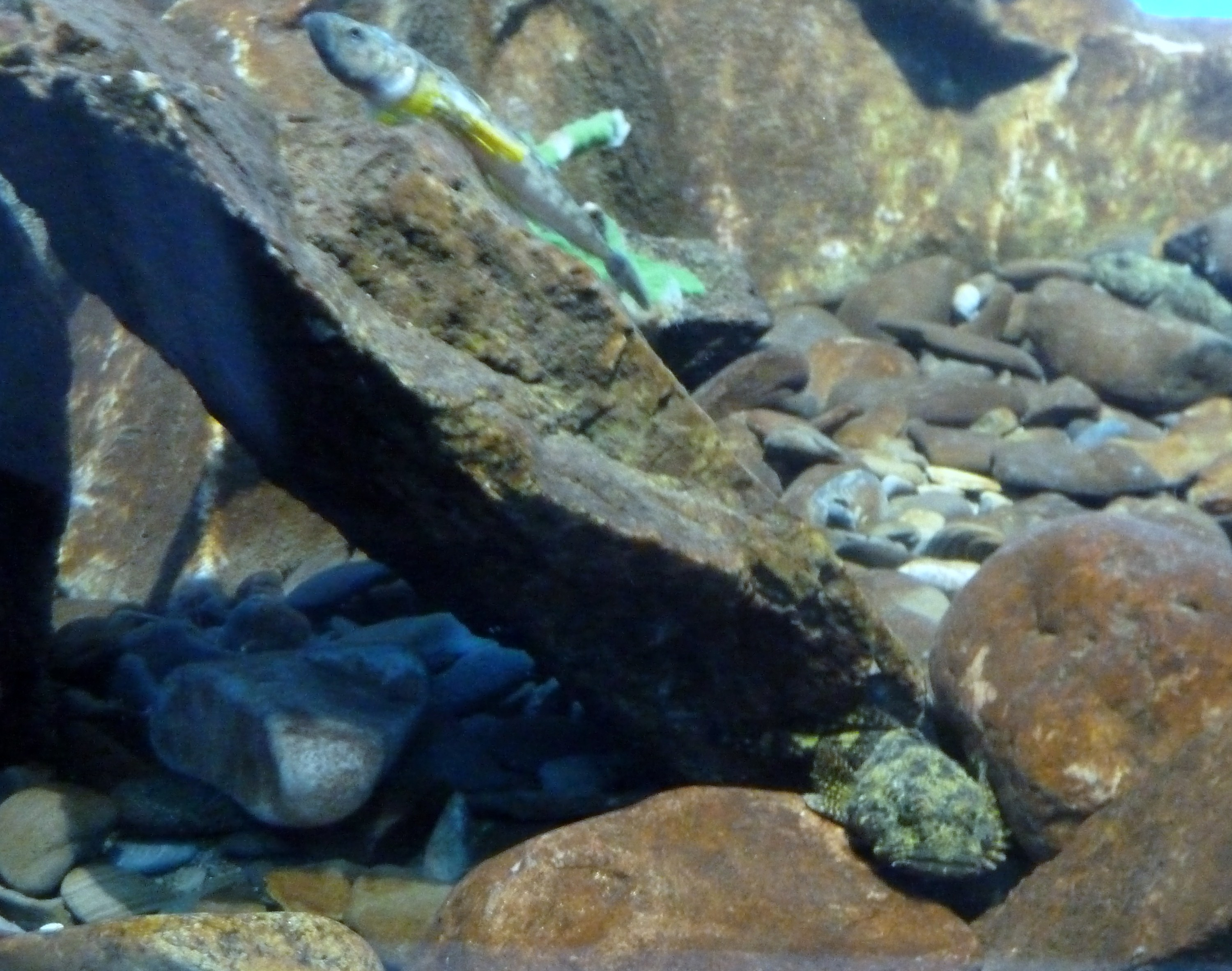
Cottocomephorus grewingkii, un Cottocomephoridae.
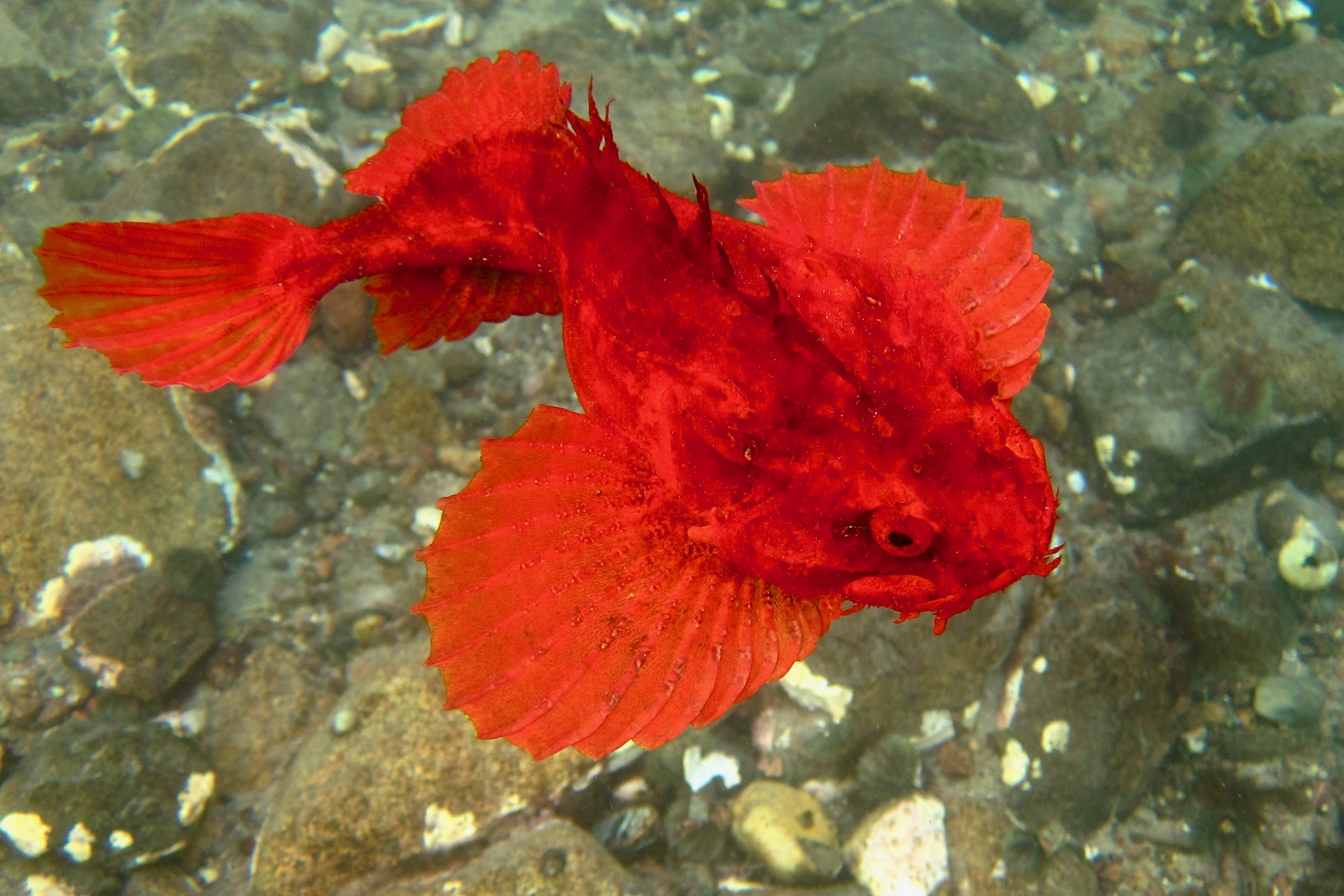
Hemitripterus americanus, un Hemitripteridae.